# Limbarda crithmoides
L'enula marina ( Limbarda crithmoides   (L.) Dumort., 1827) è una specie di pianta angiosperma dicotiledone della famiglia delle Asteracee, sottofamiglia Asteroideae, tribù Inuleae e sottotribù Inulinae.  Limbarda crithmoides  è l'unica specie del genere  Limbarda  Adans, 1763.

## Etimologia
Il nome del genere, Limbarda, viene dal suo nome comune francese limbarde, mentre l'epiteto specifico crithmoides, si riferisce alla somiglianza con il finocchio di mare Crithmum maritimum.
Il nome scientifico della specie è stato definito dai botanici Carl Linnaeus (1707-1778) e Barthélemy Charles Joseph Dumortier (1797-1878) nella pubblicazione " Florula belgica, opera majoris prodromus, auctore..." (Fl. Belg. (Dumortier) 68) del 1827. Il nome scientifico del genere è stato definito dal botanico Michel Adanson (1727-1806) nella pubblicazione " Familles des Plantes (Adanson)" (Fam. Pl. (Adanson) 2: 125) del 1763.

## Descrizione

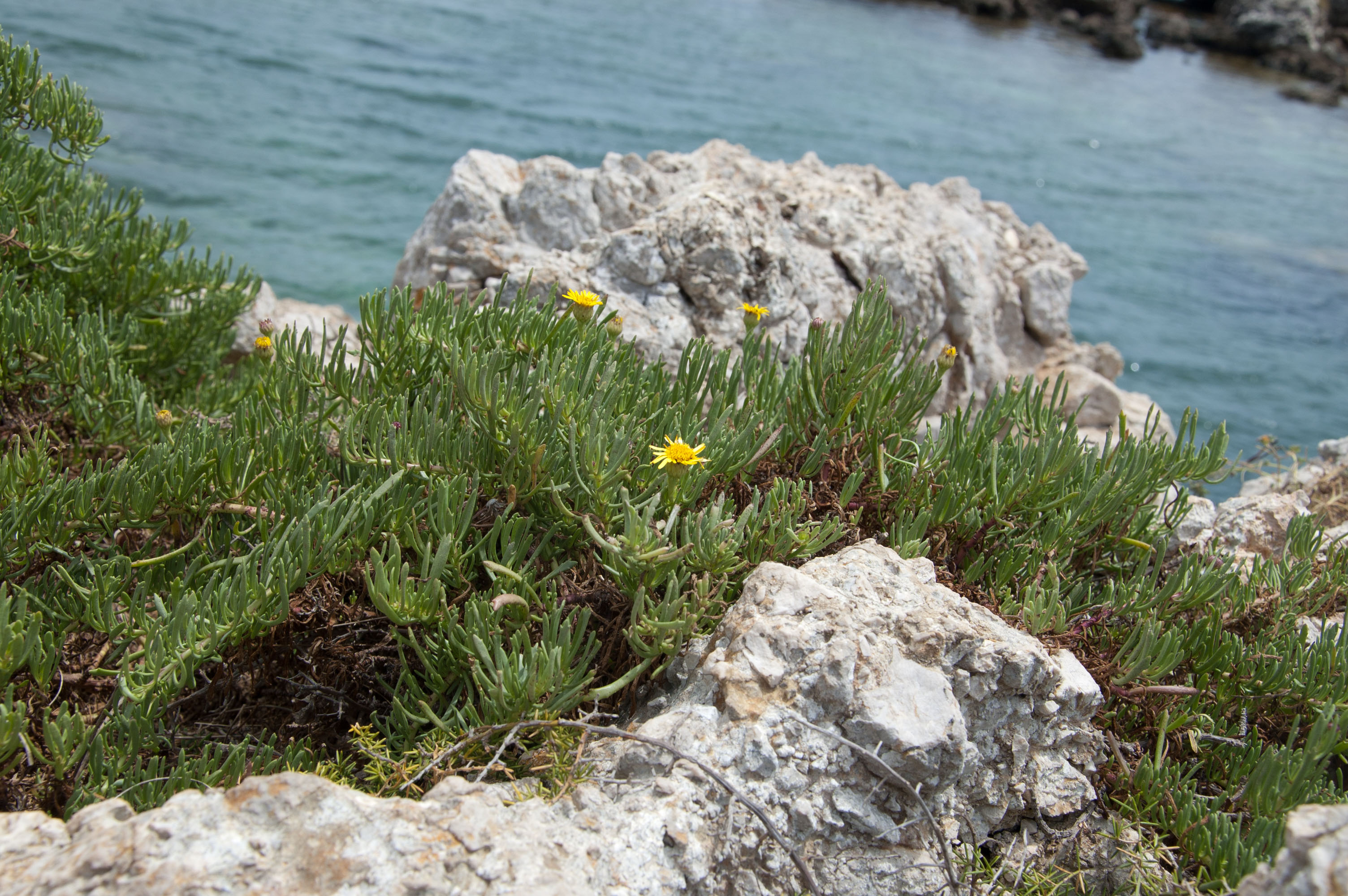
Il portamento

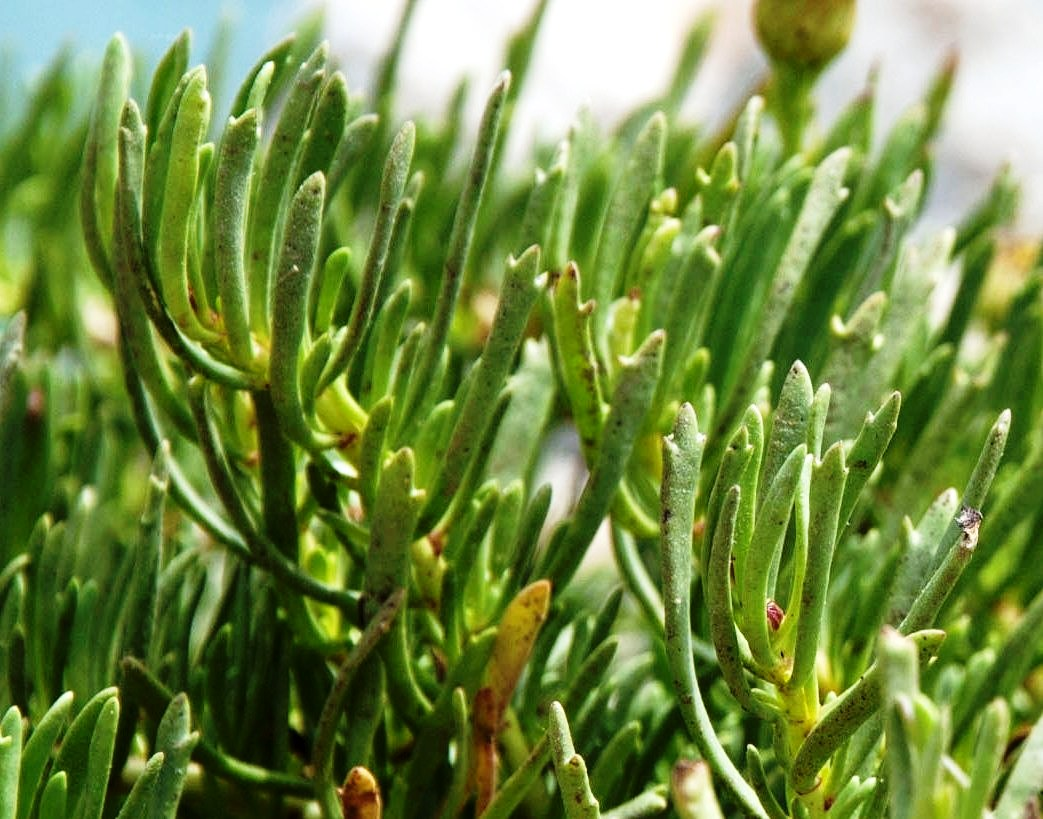
Le foglie

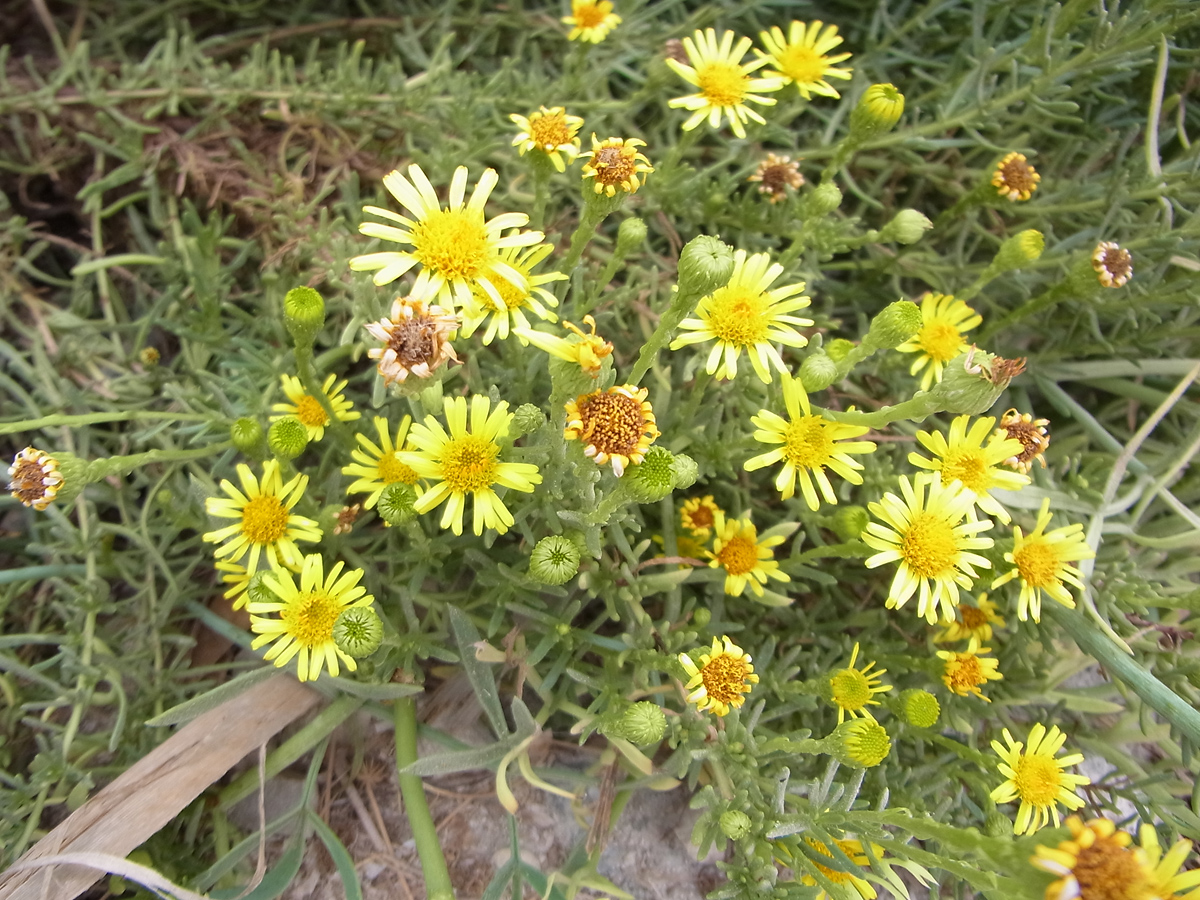
Infiorescenza

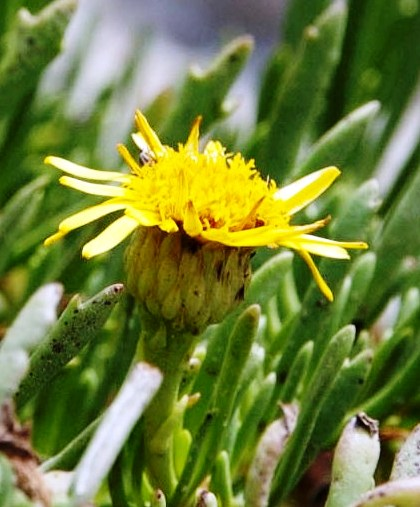
Il capolino

Portamento. La specie di questa voce è un arbusto. La forma biologica è camefita suffruticosa (Ch suffr), sono piante perenni e legnose alla base, con gemme svernanti poste ad un'altezza dal suolo tra i 2 ed i 30 cm (le porzioni erbacee seccano annualmente e rimangono in vita soltanto le parti legnose). Questa pianta può essere papillosa.
Fusto. La parte sotterranea del fusto consiste prevalentemente in rizomi. Generalmente il floema è privo di strati fibrosi; inoltre sono assenti i tessuti latticiferi. La parte aerea del fusto è legnosa e corimbosa in alto. Altezza media: 4-7 dm.
Foglie. Le foglie lungo il caule sono disposte in modo alternato. Sono cilindriche, carnose, succulente e talvolta tridentate all'apice; sono inoltre sessili e glabre. Dimensioni delle foglie: 4 x 30–35 mm.
Infiorescenza. Le infiorescenze sono formate da capolini solitari o in lasse formazioni corimbose. I capolini, su peduncoli cavi e ingrossati, sono eterogami di tipo radiato. I capolini sono formati da un involucro composto da brattee disposte in modo embricato al cui interno un ricettacolo fa da base ai fiori ligulati periferici o fiori del raggio e ai fiori tubulosi quelli centrali o del disco. L'involucro ha delle forme cilindriche-emisferiche. Le brattee sono disposte generalmente su più righe; sono squamiformi, lineari-lanceolate; gli stereomi non sono divisi. Il ricettacolo è sprovvisto di pagliette (a protezione della base dei fiori). Diametro dei capolini: 3 cm.
Fiori.  I fiori sono tetra-ciclici (formati cioè da 4 verticilli: calice – corolla – androceo – gineceo) e pentameri (calice e corolla formati da 5 elementi). Si distinguono in:
- fiori del raggio (esterni): sono femminili e sono disposti su una o più serie; la forma è ligulata (zigomorfa);
- fiori del disco (centrali): sono più numerosi con forme brevemente tubulose (attinomorfe); sono ermafroditi fertili.

- Formula fiorale:

*/x K {\displaystyle \infty }, [C (5), A (5)], G 2 (infero), achenio
- Calice: i sepali del calice sono ridotti ad una coroncina di squame.
- Corolla: 
  - fiori del raggio: la forma della corolla alla base è più o meno tubulosa-imbutiforme, mentre all'apice è ligulata; la ligula può terminare con alcuni denti; il colore è giallo; lunghezza delle ligule: 10–15 mm;
  - fiori del disco: la forma è tubulare bruscamente divaricata in 4-5 brevi lobi; il colore è giallo; lunghezza dei fiori: 5 mm.
- Androceo: l'androceo è formato da 5 stami sorretti da filamenti generalmente liberi; gli stami sono connati e formano un manicotto circondante lo stilo; le teche (produttrici del polline) sono troncate e non sono speronate. La base delle antere ha delle code ramificate. Il tessuto dell'endotecio è a forma radiata. Le cellule del collare dei filamenti sono piatte o di tipo mammelloso.
- Gineceo: il gineceo ha un ovario uniloculare infero formato da due carpelli.[8] Lo stilo è unico e con due stigmi nella parte apicale. Gli stigmi spesso sono provvisti di peli acuti che terminano sopra la biforcazione senza raggiungerla. Le superfici stigmatiche confluiscono all'apice, mentre alla base sono separate in due distinte linee (lignee stigmatiche marginali[10]). Il polline è spinuloso.
- Antesi: da luglio a novembre.

Frutti. I frutti sono degli acheni con pappo. Gli acheni sono ellissoidi con 5 condotti secretori. L'epidermide dell'achenio è provvista di grandi cristalli di ossalato di calcio. Il pappo, bianco-rossastro, è formato setole capillari su diverse righe. Lunghezza degli acheni: 2,5 – 3 mm; lunghezza del pappo: 5 mm.

## Biologia
Impollinazione: tramite insetti (impollinazione entomogama tramite farfalle diurne e notturne).

Riproduzione: la fecondazione avviene fondamentalmente tramite l'impollinazione dei fiori.

Dispersione: i semi cadono a terra e vengono dispersi soprattutto da insetti come formiche (disseminazione mirmecoria). Un altro tipo di dispersione è zoocoria: gli uncini delle brattee dell'involucro (se presenti) si agganciano ai peli degli animali di passaggio che portano così i semi anche su lunghe distanze. Inoltre per merito del pappo (se presente) il vento può trasportare i semi anche per alcuni chilometri (disseminazione anemocora).

## Distribuzione e habitat

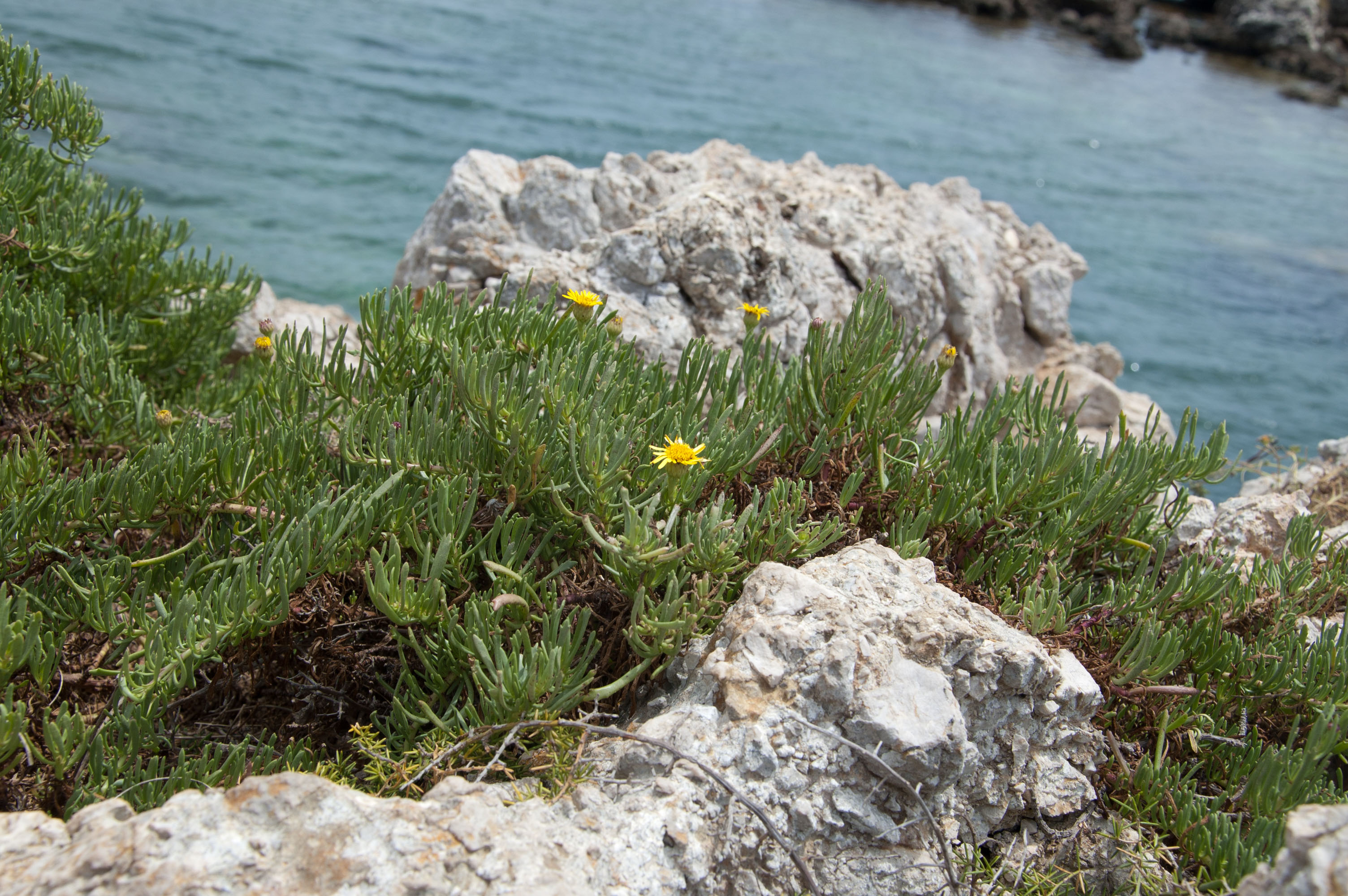
Habitat

Il tipo corologico di questa specie è: Steno-Mediterraneo-Atlantico.
È diffusa nelle aree costiere del bacino del Mediterraneo (Europa meridionale, Nord Africa e Medio oriente) e lungo le coste atlantiche dell'Europa occidentale, sino alla Gran Bretagna.

In Italia è comune nelle aree costiere di Veneto, Friuli-Venezia Giulia, Liguria, Emilia-Romagna, Toscana, Marche, Lazio, Abruzzo, Molise, Campania, Puglia, Basilicata, Calabria, Sicilia e Sardegna.
È una specie alofita che cresce sui litorali rocciosi, sulle dune e sui prati retrodunali salmastri (limonieti e salicornieti).

## Fitosociologia
Per l'areale completo italiano Limbarda crithmoides appartiene alla seguente comunità vegetale:
Macrotipologia: vegetazione casmofitica, glareicola ed epifitica
Classe: Asplenieta trichomanis (Br.-Bl. in Meier & Br.-Bl., 1934) Oberdorfer, 1977
Ordine: Asplenietalia glandulosi Br.-Bl. & Meier in Meier & Br.-Bl., 1934
Alleanza: Dianthion rupicolae Brullo & Marcenò, 1979
Descrizione. L'alleanza Dianthion rupicolae è relativa alle comunità casmofitiche su calcari e dolomie in aree costiere e interne (dagli ambienti costieri a quelli submontani) fino a circa 900 metri di quota. La distribuzione di questa cenosi è essenzialmente mediterranea e dell’arcipelago maltese, e in Italia nella parte meridionale della Penisola e in Sicilia. Queste comunità risentono in modo limitato l’influenza dell’aerosol marino. Le comunità attribuite a questa alleanza sono costituite da piccoli arbusti e sono caratterizzate da numerosi endemismi, molti dei quali a carattere relittuale, appartenenti all’antica flora terziaria.
Specie presenti nell'associazione: Hypochoeris laevigata, Erucastrum virgatum, Hyoseris radiata, Limbarda crithmoides, Prasium majus, Centaurea ucriae, Centaurea jonica, Helichrysum rupestre, Dianthus rupicola, Lomelosia cretica, Melica minuta, Sedum dasyphyllum.
Altre alleanze per questa specie sono:
- Juncion maritimi
- Halo-Artemision coerulescentis
- Sarcocornion fruticosae
- Arthrocnemion macrostachyi
- Agropyrion pungentis

## Sistematica
La famiglia di appartenenza di questa voce (Asteraceae o Compositae, nomen conservandum) probabilmente originaria del Sud America, è la più numerosa del mondo vegetale, comprende oltre 23.000 specie distribuite su 1.535 generi, oppure 22.750 specie e 1.530 generi secondo altre fonti (una delle checklist più aggiornata elenca fino a 1.679 generi). La famiglia attualmente (2021) è divisa in 16 sottofamiglie; la sottofamiglia Asteroideae è una di queste e rappresenta l'evoluzione più recente di tutta la famiglia.
La specie è stata descritta da Linneo come Inula crithmoides (basionimo).

### Filogenesi
La tribù Inuleae (comprendente le Inulinae) è una delle 21 tribù della sottofamiglia Asteroideae). Da un punto di vista filogenetico, la tribù Inuleae, all'interno della sottofamiglia, fa parte del gruppo "Helianthodae". La sottotribù Inulinae è caratterizzata dalla particolare pubescenza dello stilo e dagli acheni con cristalli di ossalato di calcio.
Nell'ambito della sottotribù il genere Limbarda fa parte del "Complesso di Pulicaria"; un gruppo monofiletico comprendente i generi Pallenis, Rhanterium, Pulicaria, Limbarda, Jasonia, Dittrichia e Iphiona.
I caratteri distintivi della specie  Limbarda crithmoides  sono:
- le foglie sono cilindriche, carnose, succulente e talvolta tridentate all'apice;
- gli acheni sono provvisti di cinque condotti secretori.

Il numero cromosomico della specie è: 2n = 18.

### Sinonimi
Sono elencati alcuni sinonimi per questa entità:
- Helenium crithmoides (L.) Kuntze
- Inula crithmoides  L.

Sionimo per il genere:
- Eritheis Gray